# Lady Gaga
Stefani Joanne Angelina Germanotta (New York City, New York, 28. ožujka 1986.), poznatija po umjetničkom imenu Lady Gaga, američka je kantautorica, producentica i glumica. Odrasla u New Yorku, Lady Gaga, starija od dvije sestre, pohađala je rimokatoličku školu Convent of a Sacred Heart, a kasnije započela studij na Tisch School of Arts Sveučilišta u New Yorku. Studiranje je prekinula radi usredotočavanja na svoju glazbenu karijeru te je počela nastupati na rock glazbenoj sceni u Manhattanovom Lower East Sideu. Krajem 2007. godine potpisala je ugovor s izdavačkom kućom Interscope Records. Zaposlena kao tekstopisac za diskografsku kuću Interscope, privukla je pozornost pjevača Akona koji je prepoznao njene vokalne sposobnosti i s kojim je potpisala ugovor za ulazak u njegovu vlastitu producentsku kuću pod okriljem Interscopea - Kon Live Distribution.
Lady Gaga postala je poznata 2008. godine nakon objavljivanja svog debitantskog albuma The Fame koji je dobio pozitivne kritike i ostvario vrlo dobar komercijalni uspjeh. Do 2013. prodano je u više od 16 milijuna primjeraka. Njezina prva dva singla, "Just Dance" i "Poker Face", postali su jedne od najprodavanijih digitalnih pjesama svih vremena, te broj jedan na radio ljestvicama diljem svijeta. Album je dosegao prvo mjesto na devet internacionalnih ljestvica. 2009. godine Gaga je objavila The Fame Monster, koji, iako je tehnički EP, smatra svojim drugim studijskim albumom. Hit singlovi s ovog albuma su "Bad Romance", "Telephone" i "Alejandro". Kako bi promovirala album krenula je na osamnaest mjeseci dugu The Monster Ball turneju, koja je postala jedna od koncertnih turneja s najvećom zaradom svih vremena, te tijekom koje je 5. studenog 2010. posjetila i Hrvatsku.
Njen treći album, Born This Way, objavljen je u svibnju 2011. godine, a dosegao je vrh ljestvica prodaje na većini velikih svjetskih tržišta. Ovaj je album iznjedrio singlove "Born This Way", "Judas" i "The Edge of Glory", te "You and I" i "Marry the Night". Četvrti studijski album, ARTPOP, objavljen je u studenom 2013. Jazz album Cheek To Cheek s Tonyjem Bennettom objavljen je 23.rujna 2014. 
U pisanju pjesama i nastupima, na Lady Gagu utječu glam rock umjetnici kao što su David Bowie i Queen, kao i dance-pop umjetnici kao što je Michael Jackson. Gaga je prodala više od 30 milijuna albuma i 150 milijuna singlova diljem svijeta, što je čini jednom od najprodavanijih glazbenih umjetnika svih vremena. Osvojila je i brojne nagrade među kojim je i 6 Grammyja, te 36 MTV nagrada. Uzastopno se dvaput pojavila i u časopisu Billboard kao "umjetnik godine", a ostvaruje i redoviti plasman na popisima koje sastavlja poslovni časopis Forbes koji ju je 2013. godine proglasio drugom najmoćnijom slavnom osobom i najmoćnijom glazbenicom na svijetu. Pojavila se i na Timesovoj listi 100 najutjecajnijih ljudi na svijetu. Uz svoju umjetničku karijeru, Lady Gaga je uključena i u humanitarne projekte i LGBT aktivizam, te je osnivač zaklade Born This Way Foundation.

## Životopis
Lady Gaga rodila se kao Stefani Joanne Angelina Germanotta 28. ožujka 1986. u 9:53, u bolnici Lennox Hill, New York. Starija je od dvoje djece- ima mlađu sestru Natali, koja trenutno studira na modnom fakultetu Parsons u New Yorku. Gagin otac Joseph „Joe“ Germanotta ima svoju internetsku tvrtku, dok je majka Cynthia (rođena Bissett) asistent telekomunikacija. Već kao mala, voljela je modu i glazbu- uvijek je voljela gledati majku kako se sprema za izlazak. Već s četiri godine, naučila je svirati klavir bez čitanja nota.  S jedanaest godina, krenula je pohađati privatnu katoličku školu „Convent Of A Sacred Heart“, u kojoj jedna školska godina stoji čak 40,000 američkih dolara. Prve je godine u školi na tri dana čak morala ići u samostan, a odijevanje je bilo strogo propisano- očito je to sve bio povod da se Gaga danas oblači ovako kako se oblači. Ipak, tada je mirno prihvaćala i slušala sva ta pravila. Već u toj školi, bila je jedna od najpoznatijih školskih glumica koja se često znala i previše uživjeti u ulogu, glumila je u mjuziklima, pjevala i plesala. Sa sedamnaest godina, uspjela je upasti u prestižnu školu umjetnosti Tisch. Bila je jedina sedamnaestogodišnjakinja koja se uspjela upisati (obično se upisivalo s osamnaest godina). No, brzo je shvatila kako to nije za nju, te je nakon samo jedne godine odustala od studiranja na jednom od najpoznatijih sveučilišta u New Yorku. Napustila je roditeljski dom, s Manhattana otišla u Brooklyn, i počela se drogirati.
Stefani Germanotta preselila se u maleni zabačeni stančić u Brooklynu, te je sama poslije izjavila „kako je stan odisao mravljom atmosferom i po podu su znali puzati miševi i štakori“. Velika promjena, jer je s roditeljima živjela u najelitnijim naselju u New Yorku. No, još je gora bila činjenica da se Stefani počela drogirati. „Počela sam se drogirati kako bi bila sličnija svojim idolima koji su se drogirali, željela sam znati kako se oni osjećaju“, izjavila je poslije. Osim toga, počela je raditi kao konobarica u jednom njujorškom baru, a kasnije i kao striptizeta i go-go plesačica. Tako si je financirala kostime za gaže, koje je često znala i lijepiti najobičnijim ljepilom. Jednom ju je prilikom došao vidjeti njezin otac, koji je ostao zaprepašten poslom kojim se bavi njegova kćer. Nakon toga događaja, prestao je razgovarati s njom i financirati ju. Stefani je bila slomljena, jer joj je udaljenost od oca bila strašna.

## Karijera

### 2007. – 2010.: Lady Starlight, The Fame, The Fame Monster i ugovor s Interscope Recordsom
2007. upoznavanje s Lady Starlight, pravim imenom Colleen Martin s kojom započinje zajedničke nastupe- jedan je također bio na slavnom festivalu Lollapalooza, te su njihovi su nastupi obilovali erotikom i golotinjom. No, Stefani se još uvijek drogirala, te je priznala kako je jedne večeri doživjela zastrašujuće iskustvo tijekom kojega je mislila da će umrijeti. Ti trenuci blizu smrti, kaže, otvorili su joj neke dijelove mozga zbog kojih danas mnogo čudnije i psihotičnije gleda na sve stvari. Nakon toga, priznala je, odmah se prestala drogirati, a ubrzo i pomirila s ocem. Pošto je Joseph znao da je Stefaninina jedina želja postati slavna umjetnica, dao joj je ultimatum- financirat će joj sve nastupe godinu dana, a ako u tom razdoblju ne postane zvijezda, vraća se na faks. No, sreća joj se brzo osmjehnula. Budući da je Gaga ne samo pjevačica, već i tekstopisac i producent, napisala je mnogo pjesama za izvođače poput Britney Spears, Pussycat Dolls, Fergie i Akona. Upravo je Akon primijetio njezin talent te joj odlučio dati šansu. Potpisala je ugovor s Interscope Recordsom, točnije s Kon Live Distribution (iako je danas u suradnji sa Streamline Recordsom) te počela snimati svoj prvi album. Josephov plan je propao, Gaga je postala zvijezda, a nakon samo dvije godine karijere potpuno nadmašila svog mentora Akona. „Ona je najjednostavnija i najkompliciranija osoba s kojom sam ikada radio“, rekao je Akon.
Gagin debitantski album „The Fame“ izašao je 19. kolovoza 2008. Imao je 14 pjesama, od kojih je šest dobilo spot. Do 2012. prodan je u čak 16 milijuna primjeraka. Prvi singl, „Just Dance“, otvorio je Gagi vrata glazbene industrije. Pjesma, za koju je Gaga rekla da ju je napisala za 10 minuta, bila je broj jedan na Billboardovoj ljestvici te u još 10 zemalja na svijetu. Postala je najprodavaniji debitantski singl svih vremena u Americi te jedna od najprodavanijih pjesama svih vremena, s prodajom većom od 9 milijuna kopija. No prava je bomba uslijedila kad je izdan drugi singl „Poker Face“, pjesma koja je osvojila jedan Grammy, a bila nominirana za dva. Također je bila broj jedan na Billboardovoj ljestvici i u 20 drugih zemalja svijeta, najdownloadanija pjesma u povijesti britanske glazbe te također jedna od najprodavanijih pjesama svih vremena, prodana u preko 12 milijuna kopija. Ostali singlovi bili su vrlo uspješni, poput „Lovegame“ i „Paparazzi“, kao i promotivni singlovi „Eh, Eh(Nothing Else I Can Say)“ i „Beautiful, Dirty, Rich“. Početkom 2009., Gaga je krenula na svoju prvu turneju, imena „The Fame Ball Tour“ koja je imala 70 nastupa diljem svijeta te je zaradila 90 milijuna dolara. No, Gaga nije planirala stati. krajem godine izdala je prošireno izdanje „The Fame“-a imena „The Fame Monster“. Taj je EP Gagi donio epitet najveće zvijezde na svijetu te je postala jedna od najprodavanijih glazbenika svih vremena.
Prošireno izdanje „The Fame“-a, „The Fame Monster“ izdano je 18. studenog 2009. Prvi singl s „The Fame Monster“-a, donio je nešto najbolje što smo dosad čuli od Gage – slažu se i kritika i publika – pjesmu „Bad Romance“ koja je postala apsolutni hit godine i osvojila sve nagrade koje je mogla – tri Grammyja i 7 MTV Video Music Awards-a. Bila je broj jedan u preko 20 zemalja svijeta, prodana u preko 12 milijuna primjeraka, dok je spot za pjesmu dugo vremena bio najgledaniji- danas ima preko 500 milijuna pregleda. Drugi singl, „Telephone“, Gaga je otpjevala sa slavnom Beyonce. Upravo ta dva spota, za „Bad Romance“ i „Telephone“ proglašeni su jednim od najboljih spotova ikad snimljenih, od MTV-a pa sve do magazina Rolling Stone. Iako je Gaga oduvijek bila kontroverzna i trn u oku mnogima, tek je trećim singlom „Alejandro“ dobila prve veće zabrane- spot je dugo vremena bio zabranjen za mlađe od 18 na YouTubeu, a na MTV-u počeo se puštati tek tri tjedna nakon izdavanja, jer je Gaga morala snimiti neke nove, „pristojnije“ scene kako bi bio prilagođen za gledatelje. Ipak, singl je postigao ogroman uspjeh te danas na YouTubeu ima gotovo 200 milijuna pregleda. U tom se razdoblju Gaga upisala u povijest kao prva osoba čiji su spotovi na YouTubeu imali više od milijardu pregleda (danas ih ima gotovo dvije i pol milijarde). Već 27. studenog 2009. Gaga je krenula na svoju drugu turneju, najveću do sada. „The Monster Ball Tour“ imala je 201 nastup te je zaradila više od 230 milijuna dolara – danas je upisana kao jedna od 15 najvećih turneja svih vremena, koja je gotovo u potpunosti bila rasprodana s posjećenosti većom od 2 i pol milijuna.

### 2011.: Born This Way
Gagin drugi studijski album „Born This Way“ izašao je 23. svibnja 2011. Album je bio broj 1 u gotovo trideset zemalja svijeta, te je do sada prodan u 7 milijuna primjeraka. S albuma je skinuto 5 singlova, a prvi je bio „Born This Way“ koji je postao Gagin treći broj jedan na Billboardovoj ljestvici te je jedan od najprodavanijih singlova svih vremena na iTunesu. Album „Born This Way“ u prvom je tjednu prodan u čak milijun i 100 tisuća primjeraka, što je jedno od najboljih otvaranja u povijesti. Drugi singl bio je „Judas“ koji je kao i „Alejandro“ izazvao brojne kontroverze te je bio zabranjen u nekoliko zemalja. Upravo nakon izdavanja tog spota Gagu su počele pratiti glasine da je sotonist, ali je spot postao najgledaniji spot s albuma na You Tubeu s više od 150 milijuna pregleda. Ostali singlovi „The Edge Of Glory“, „You And I“ i „Marry The Night“ bili su izdavani sve do kraja 2011. „Born This Way“ nominiran je za tri Grammy nagrade, uključujući i treću uzastopnu Gaginu nominaciju za album godine, te je osvojio dvije nagrade na MTV Video Music Awards. 27.travnja 2012. Gaga je krenula na svoju treću svjetsku turneju „Born This Way Ball“, koja je trajala do veljače 2013., odnosno prekinuta je zbog Gagine nepokretnosti i hitne operacije kuka. Na toj je turneji pjevačica srušila mnoge rekorde. Već nakon 60 nastupa, od ukupno 119, turneja je ušla među 40 najvećih turneja svih vremena, a nakon 80 nastupa nalazi se na 27.mjestu sa zaradom od 160 milijuna dolara. Pjevačica je ujedno postala i najmlađi izvođač koji je nastupio na Stade De Franceu pred 75.000 ljudi, i jedini solo izvođač koji je u Južnoj Africi nastupio na FNB stadionu pred više od 90 000 ljudi. U Brazilu su fanovi čekali gotovo deset dana da kupe najbolje karte, te kampirali ispred dvorane gotovo četiri dana. No, Gagi ni sav dosad nabrojen uspjeh nije bio dovoljan- postala je 33. najprodavaniji izvođač svih vremena s prodajama od 150 milijuna ploča.

### 2012-2014: Filmski debi,Artpop,Cheek to Cheek
2012. zapamćena je kao godina u kojoj Gaga nije izdala ni jednu službenu pjesmu niti video, ali u koncertni repertoar uključila je i 4 nove pjesme: „Princess Die“, „Cake“, „Stache“ i duet s Kendrickom Lamarom „Bitch, Don't Kill My Vibe“, koje su poslužile kao najava za treći studijski album „ARTPOP“. Već potvrđeni producenti i tekstopisci na albumu su bili, osim Gage, RedOne, Fernando Garibay, DJ White Shadow, Dave Russell, Azealia Banks, Zedd, Madeon... Već potvrđeni dueti su s Azealiom Banks, Eltonom Johnom te Kendrickom Lamarom. U proljeće 2012. Gaga je izjavila da su nove pjesme „počele cvjetati". 2012. Gaga je i najavila svoju debitantsku glumačku ulogu u filmu „Machete Kills“ Roberta Rodrigueza kao fatalna ubojica La Chameleon. Osim novog albuma, za 2013. Gaga je najavila i dokumentarni film o sebi, modne filmiće za svaku pjesmu s albuma, igrice i aplikacije s njezinim likom, nastavak knjige „Lady Gaga X Terry Richardson“... A za početak 2014. najavljena je i nova turneja koja će promovirati „ARTPOP“. Album ARTPOP izašao je 11. studenog 2013. Do sada su s njega skinuta dva singla: Applause i Do What U Want s R Kellyjem.
„Lady Gaga Fame“ jedino je Gagino veće izdanje u 2012. i njezin prvi parfem. Izdan je 22. kolovoza 2012. u Americi i Velikoj Britaniji, a 1.9., 1.10. ili 1.11. u ostalim zemljama na svijetu. Gaga je u njega uložila veliku promociju koja je trajala cijelu 2012. godinu- od preko 10 različitih filmića, do obilaska svih većih gradova (London, Pariz, New York, Rio De Janeiro...) nakon njegova izlaska. Pjevačica je u svrhu njegove promocije izvela performans u Guggenheimovom muzeju u New Yorku, na kojem je prvo u divovskoj bočici parfema spavala dva sata dok su je fanovi dirali, a zatim istetovirala anđela na glavi. Očito se sva promocija isplatila- „Lady Gaga Fame“ je u prvom tjednu prodan u 6 milijuna primjeraka, što čini najbolje otvaranje u povijesti, dok je do listopada prodan u više od 28 milijuna primjeraka, a do siječnja 2013. u 36 milijuna primjeraka, što ga čini drugim najprodavanjijim parfemom svih vremena, sa zaradom od milijardu i 600 milijuna dolara.
Lady Gaga je otpočetka svoje karijere bila poznata kao velika humanitarka. 2010. i 2011. proglašena je najvećom humanitarkom među slavnim osobama. U veljači 2012. pokrenula je svoju „Born This Way Foundation“ u suradnji sa svojom majkom Cynthijom te slavnom Oprah Winfrey. „Želim da se svi osjećaju slobodno u svom okruženju, bez obzira na to jesi li gay, straight, deblji ili mršaviji“, izjavila je tada Gaga. Tijekom svoje južnoameričke i afričke turneje, postala je ambasadorica UN-a i UNICEF-a te je posjetila nekoliko škola s ciljem da s učenicima razgovara o nasilju i njihovim problemima te posljedicama. Na Twitteru je obavijestila fanove da će nakon što završi turneju putovati svijetom i razgovarati s mladima o problemima u društvu te nasilju. „Pošto sam i sama bila žrtva nasilja u srednjoj školi, dobro znam kako se mladi osjećaju“, rekla je. Osim toga, na svojoj društvenoj mreži Little Monsters pokrenula je akciju imena „Body Revolution 2013“ te stavila svoju sliku te ispod napisala „Bulimija i anoreksija od 15.“ Cilj akcije je da fanovi stavljaju svoje slike bez obzira na to jesu li mršavi, debeli, s naočalama, prištićima ili aparatićem za zube, da im se dokaže da su lijepi unatoč svemu. 2011. nastupila je i na Euro Prideu u Rimu, a 29. lipnja 2013. održala je govor na njujorškom Gay Pride-u. Također je i otpjevala američku himnu.
Još 2011. Gaga je od Udruge modnih dizajera proglašena modnom ikonom. Iako će neki nju staviti na listu najbolje, a neki na listu najgore odijevenih, svi se slažu da je svakako posebna te da je prva prava Madonnina nasljednica, barem što se tiče stila. Prvi pravi boom dogodio se kada je obukla čipkastu crvenu haljinu na dodjelu MTV Video Music Awards 2009., kojom je veoma uplašila slavnog repera Eminema. Drugi boom se također dogodio na MTV Video Music Awards, 2010. kada je obukla sada već legendarnu haljinu od mesa, koja je trenutno u Rock'n'Roll Hall of Fame na izložbi „Žene koje rasturaju“. Dizajner haljine je Franc Fernandez te Gagina kreativna ekipa Haus Of Gaga, a svojim je modnim izborom šokirala sve prisutne, pogotovo Justina Biebera koji ju je odbio zagrliti jer se uplašio mesa na njoj. Na MTV Video Music Awards 2011. Gaga također nije ostala nezapažena- obukla se u svoj alter-ego, muškarca Jo Calderonea, u kojeg je bila obučena cijelu večer. Zabezeknuti su ostali svi, od Katy Perry, Adele pa sve do Justina Biebera i Britney Spears. U kolovozu 2012., na temperaturi od +30, Gaga je obukla Hermesovu bundu do poda, zbog koje se PETA ponovno digla na noge. Vrlo netipično za nju, Gaga je na Twitteru bezobrazno odgovorila svim ljutima: „Za sve one koji se ljute i ne znaju je li bunda prava ili ne, molim vas, nemojte zaboraviti spomenuti dizajnera- Hermes!“ I baš kad se situacija oko bundi smirila, Gaga je u Rusiji u prosincu 2012. kupila nekoliko bundi, jednu za čak milijun kuna, zbg čega je ponovno digla PETA- u na noge.
Njezin je otac 2009. imao tešku operaciju srca, razdoblje za koje Gaga kaže da joj je bilo najteže u životu, te mu je upravo ona kupila novo srce. „Nisam mu još ništa kupila od zarađenog novca, pa sam mu odlučila kupiti novo srce.“
Prva Gagina ozbiljnija veza bila je s barmenom Lucom Carlom koja je potrajala od 2005. do 2008. Nakon toga, njezine veze uglavnom su trajale nekoliko mjeseci, a 2010. ponovno se pomirila s Lucom. Ta je veza ipak završila u svibnju 2011. U srpnju 2011. na snimanju spota za „You And I“ upoznaje glumca Taylora Kinneyja koji joj je u spotu glumio ljubavnika. Uskoro su se zaljubili i započeli vezu koja je kulminirala zarukama na Valentinovo 2015. Ipak, par je u lipnju 2016. raskinuo zaruke. Početkom 2017. Gaga je stupila u vezu s Christianom Carinom, holivudskim agentom zaposlenim u Creative Artists Agency koja zastupa Gagu. Par se već na ljeto zaručio, što je Gaga potvrdila tek u listopadu 2018. U veljači 2019. par je raskinuo zaruke.
Gaga je 2010. javno priznala kako boluje od teške autoimune bolesti lupusa, od koje je umrla i njezina tetka Joanne u dobi od 19 godina. Upravo zbog lupusa i pridodavanja premalo pažnje svome zdravlju, pjevačica je tijekom gotovo cijele „Born This Way Ball“ turneje trpila teške kronične bolove. Gaga o boli koju trpi nikome nije htjela reći kako se turneja ne bi prekinula, no sve je stalo 11.2.2013. na koncertu u Montrealu. Tijekom cijelog koncerta jaukala je i vrištala od bolova, a zbog boli nakon koncerta više nije mogla hodati. Iako su prvotne informacije govorile kako će se ubrzo vratiti na pozornicu jer ima tešku upalu zglobova, nakon opsežnijih pretraga pokazalo se kako Gaga ima slomljeni kuk. Cijela turneja je otkazana, a Gaga je morala na operaciju. Pretpostavlja se kako je od otkazivanja preko 20 koncerata izgubila gotovo 25 milijuna dolara. Gaga je operirana 20.2.2013. u njujorškoj bolnici „New York Hospital for Special Surgery“. Nakon operacije Gaga je još neko vrijeme provela u kolicima i na štakama. Krajem ožujka Gagu je potreslo još nešto: smrt djeda Paula. Gaga je dugo bila u depresiji te se nije htjela pojavljivati u javnosti, no veliki povratak napravila je na njujorškom gay prideu krajem lipnja 2013.
Pjevačica je svoj 4 studijski album objavila 6. studenog 2013. U prvom tjednu postao je drugi najprodavaniji album u SAD-u s 258,000 prodanih primjeraka. Najuspješnije pjesme s albuma su "Applause" i duet "Do What U Want" s R&B pjevačem R.Kelly-om. Nekoliko mjeseci kasnije Gaga je na popratnu turneju ArtRave: The Artpop Ball. Turnejom je zaradila oko 83 milijuna američkih dolara. Turneja je posjetila nekoliko novih gradova isto kao i nekoliko lokacija koje je uključivala i Born This Way Ball turneja.

### 2015.-danas
Gaga je 22. prosinca 2015. potvrdila Yahoo!-u da radi na svom sljedećem albumu. 16. siječnja 2015., Billboard je izvjestio da Gaga na novom albumu surađuje s producentom RedOne. Producent Giorgio Moroder također je potvrdio da radi na albumu. Gaga je također surađivala s Diane Warren na pjesmi "Till It Happens To You"" za dokumentarac The Hunting Ground. U veljači 2015. Gaga se zaručila za Taylor Kinney-a. Gaga je nastupala na 87. dodjeli Oskara, 22. veljače 2015.,izvodila je The Sound of Music u čast 50. godišnjici filma.
Gagin peti studijski album objavljen je 21. listopada 2016. godine.

## Uzori
Gaga nikad nije skrivala kako pronalazi inspiraciju ponajprije u izvođačima 20. stoljeća, poput The Rolling Stonesa, Led Zeppelina, Beatlesa, The Doorsa, ali i solo izvođača poput Madonne, Davida Bowieja, Bruce Springsteena, Cher, Cyndi Lauper. Najveći idol, priznala je, joj je Britney Spears zbog koje je kao tinejdžerica često odlazila na Times Square kako bi je vidjela. Njezina je glazba pretežito pop, posebice na „The Fame“ i na „The Fame Monster“, dok je na „Born This Way“ napravila iskorak i počela eksperimentirati s electro- rockom i technom. „Born This Way“ je, zapravo, brak rocka i elektroničke glazbe. Dok je singl „Born This Way“ više pop, ostatak albuma je više rock i electro“, rekla je Gaga prije izdavanja „Born This Way“. Na „ARTPOP“-u, opet, dolazi nešto novo. „Htjela sam da ARTPOP zvuči kao da ga je napravila napušena Disneyjeva princeza“, rekla je Gaga aludirajući na sebe. Dok je balada „Princess Die“ koja će se možda naći na „ARTPOP“-u nježna balada, ostatak albuma je puno brži, uglavnom u dance ritmu. Gagu su često pratile i optužbe za plagijate, a sve je zakuhao singl „Born This Way“ koji je nekima bio potpuno isti kao i Madonnin 20 godina stariji „Express Yourself“. Upravo je to zakuhalo svađu između Gage i Madonne, koja je, kad su joj pitali što misli o pjesmi „Born This Way“, rekla da „misli da je pjesma odlična, pogotovo zato što je ona pomogla da je se napiše.“ Refren je vrlo sličan, priznali su i stručnjaci, ali nije isti, što je naravno dopušteno, te Madonna ne smije tužiti Gagu.

## Spotovi
Za Gagu često kažu kako je prva prava zvijezda 21. stoljeća što se tiče spotova. Već mnogo puta njezini su spotovi proglašavani za jedne od najbolje svih vremena, zajedno s „Thriller“ Micheala Jacksona te mnogim drugim klasicima, posebice „Paparazzi“, „Bad Romance“ i „Telephone“. I dok su prva tri Gagina spota „Just Dance“, „Poker Face“ i „Lovegame“ više usmjereni na uobičajenu formulu „party i ples“, zadnji singl s „The Fame“, „Paparazzi“ vrlo je ozbiljiniji. Spot započinje u raskošnoj sobi u kojoj se Gaga ljubi sa svojim dečkom koji je poslije iznosi na terasu. Zatim ih tamo paparazzi slikaju pa je ljubavnik baci niz balkon i ubije. Pjesma započinje kada se Gaga vraća u žive te na kraju spota otruje svog „ubojicu“. Spot je osvojio brojne nagrade, među kojima i MTV Video Music Awards za najbolji pop video. Spotovi s „The Fame Monster“-a, su, naravno, već vrlo poznati. Spot za „Telephone“ s Beyonce traje čak devet minuta, a mnogi su ga proglasili najboljim spotom 21. stoljeća. On je i nastavak spota za „Paparazzi“, koji započinje kada Gagu dovode u zatvor zbog ubojstva svog dečka. Iz zatvora je ubrzo spasi Beyonce, te njih dvije nastave svoj krvavi pohod ubijajući još nekoliko ljudi. Spot završava kada se u pozadini čuju policijske sirene, dok Gaga i Beyonce, držeći se za ruke, zajedno bježe u automobilu. Spotovi s albuma „Born This Way“ puno bili su mračniji. Spoz za „Born This Way“ također je izazvao kontroverze, jer na početku Gaga rađa vanzemaljca, predstavnika „nove vrste“. Spot za pjesmu „Judas“ ponovno je izazvao velike kontroverze te donio Gagi nove zabrane. U spotu Gaga prikazuje povijesnu priču Marije Magdalene i Jude, ona je u ulozi Marije Magdalene, a glumac Norman Reedus kao Juda. Iako je spot poprilično blag u usporedbi s „Alejandrom“, svejedno je izazvao velike kontroverze. Spot za zadnji singl, „Marry The Night“ poslužio je kao Gagin redateljski debi i trajao je čak 14 minuta. Priča započinje u bolnici, Gaga ima monolog dok je medicinske sestre guraju na krevetu. Zatim saznajemo kako je Gaga u psihijatrijskoj ustanovi te kako je doživjela psihički slom nakon što je saznala da je dobila otkaz. Zatim počinje pjesma te Gaga osniva svoju plesnu skupinu. Spot je autobiografski, priznala je Gaga, te opisuje njezine osjećaje nakon što je još 2007. jedna izdavačka kuća raskinula ugovor s njom već nakon što su ga potpisali.

## Diskografija
| Samostalni studijski albumi - The Fame (2008.) (ponovno izdan 2009. kao The Fame Monster) - Born This Way (2011.) - ARTPOP (2013.) - Joanne (2016.) - Chromatica (2020.) - Mayhem (2025.) | Suradnički studijski albumi s Tony Bennettom - Cheek to Cheek (2014.) - Love for Sale (2021.) Albumi s filmskom glazbom - A Star Is Born (s Bradley Cooperom) (2018.) - Top Gun: Maverick (s Lorne Balfe, Harold Faltermeyer i Hans Zimmerom) (2022.) - Harlequin (2024.) - Joker: Folie à Deux (s Joaquin Phoenix) (2024.) |

## Videografija

### Filmovi
- The Zen of Bennett (2012.)
- Katy Perry: Dio mene (2012.)
- Machete ubija (2013.)
- Muppeti u bijegu (2014.)
- Sin City: Vrijedna ubojstva (2014.)
- Jeremy Scott: The People's Designer (2015.)
- Zvijezda je rođena (2018.)
- Dinastija Gucci kao Patrizia Reggiani (2021.)
- Joker: Ludilo u dvoje (2024.)

### Serije
- Američka horor priča: Hotel kao grofica Elizabeth (12 epizoda) (2015.)
- Američka horor priča: Kolonija Roanoke (2016.)

## Vanjske poveznice
- Službena stranica
- Lady Gaga na YouTubeu
- Lady Gaga  Arhivirana inačica izvorne stranice od 27. lipnja 2009. (Wayback Machine) na stranicama izdavačke kuće Interscope Records
- Lady Gaga na Instagramu
- Lady Gaga na Facebooku